# Lo nunca visto
Lo nunca visto es una película cómica del año 2019 dirigida por Marina Seresesky y protagonizada por Carmen Machi, Pepón Nieto, Jon Kortajarena, Montse Pla, Jimmy Castro, Malcolm T. Sitté, Ricardo Nkosi y Kiti Mánver entre otros.
Fue grabada en el municipio de Uztarroz, en Navarra, España

## Argumento
Teresa (Carmen Machi) ve apagarse Fuentejuela de Arriba, la pequeña aldea de montaña donde ha vivido toda su vida. En pleno invierno y en medio de la nieve, el pueblo recibe una visita inesperada: un desubicado grupo de africanos cuya llegada conmociona la aldea. Vienen huidos de una situación de explotación a la que habían llegado engañados; y necesitan estabilizar su situación tras el engaño.
Teresa, con ayuda de sus amigos Jaime y el “Guiri”, decide ocultarlos y diseñar un plan para conseguir el número mínimo de habitantes en el pueblo para poder tener las necesidades básicas. Poniendo patas arriba prejuicios y temores infundados, los recién llegados y los habitantes locales trabajarán juntos para que su hogar continúe existiendo.

## Reparto
| Intérprete            | Personaje        |
| --------------------- | ---------------- |
| Carmen Machi          | Teresa           |
| Pepón Nieto           | Jaime            |
| Kiti Mánver           | Encarnita        |
| Jon Kortajarena       | Guiri            |
| Jimmy Castro          | Calulu           |
| Ricardo Nkosi         | Shukra           |
| Pablo Carbonell       | Serrano          |
| Montse Pla            | Latisha          |
| Malcolm Treviño-Sitté | Azquil           |
| Pepa Charro           | Rosa             |
| Esperanza Elipe       | Pilar            |
| Mariana Cordero       | Marga            |
| Txema Blasco          | Paco             |
| Enriqueta Carballeira | Manolita         |
| Antonio Sarrió        | Juanito          |
| Miquel Cañaveras      | Carlos           |
| Paco Tous             | Vicente Campello |
| Santi Ugalde          | Álvaro           |
| Sonia Almarcha        | Puri             |
| Chani Martín          | Padilla          |
| Javier Salvo          | Eusebio          |
| Elena Uriz            | Luisa            |
| Cecilia Sanz          | Charo            |
| Fernando Ustárroz     | Cura             |